# Nap de Klijn

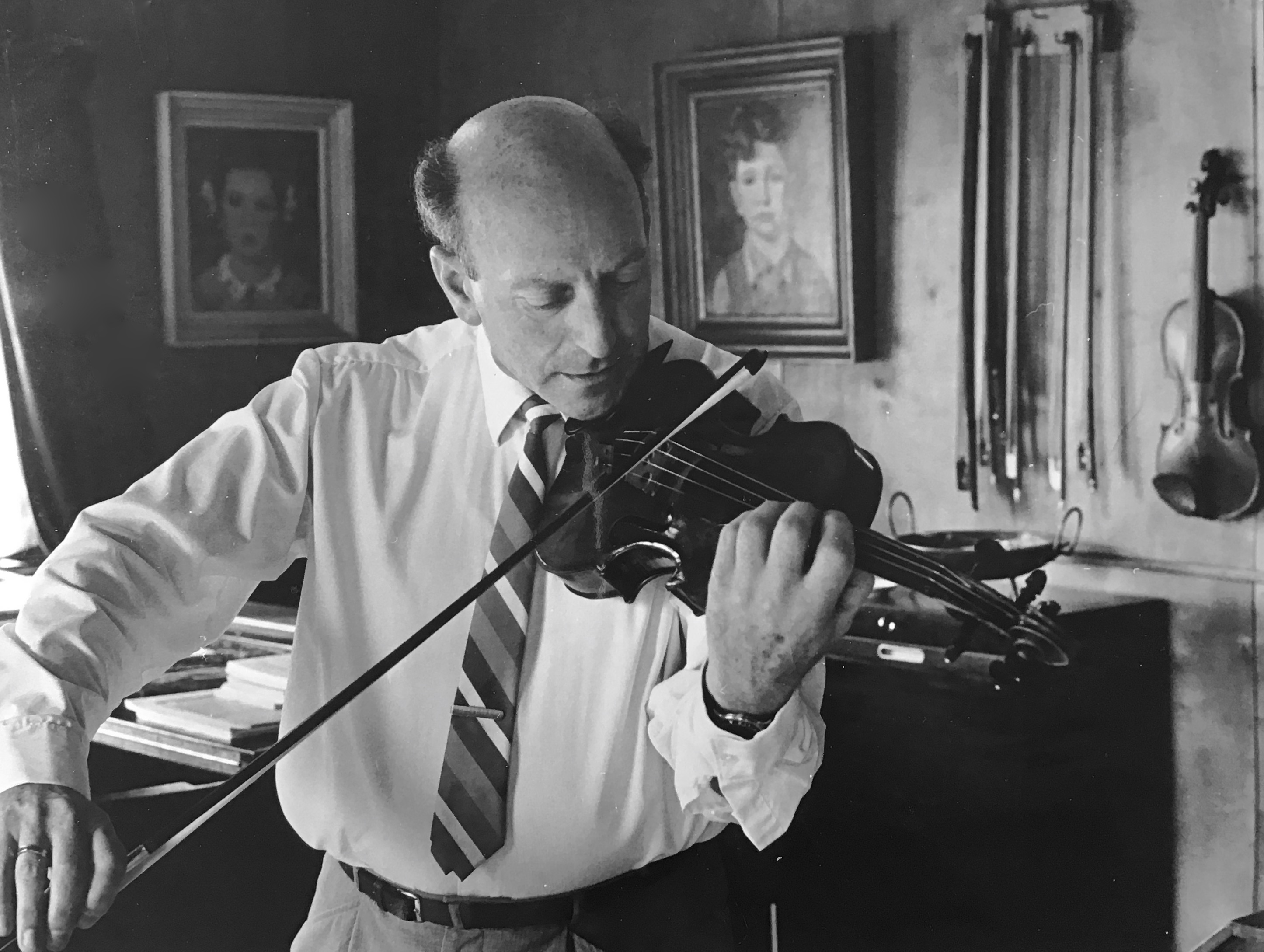
Nap de Klijn, 1968

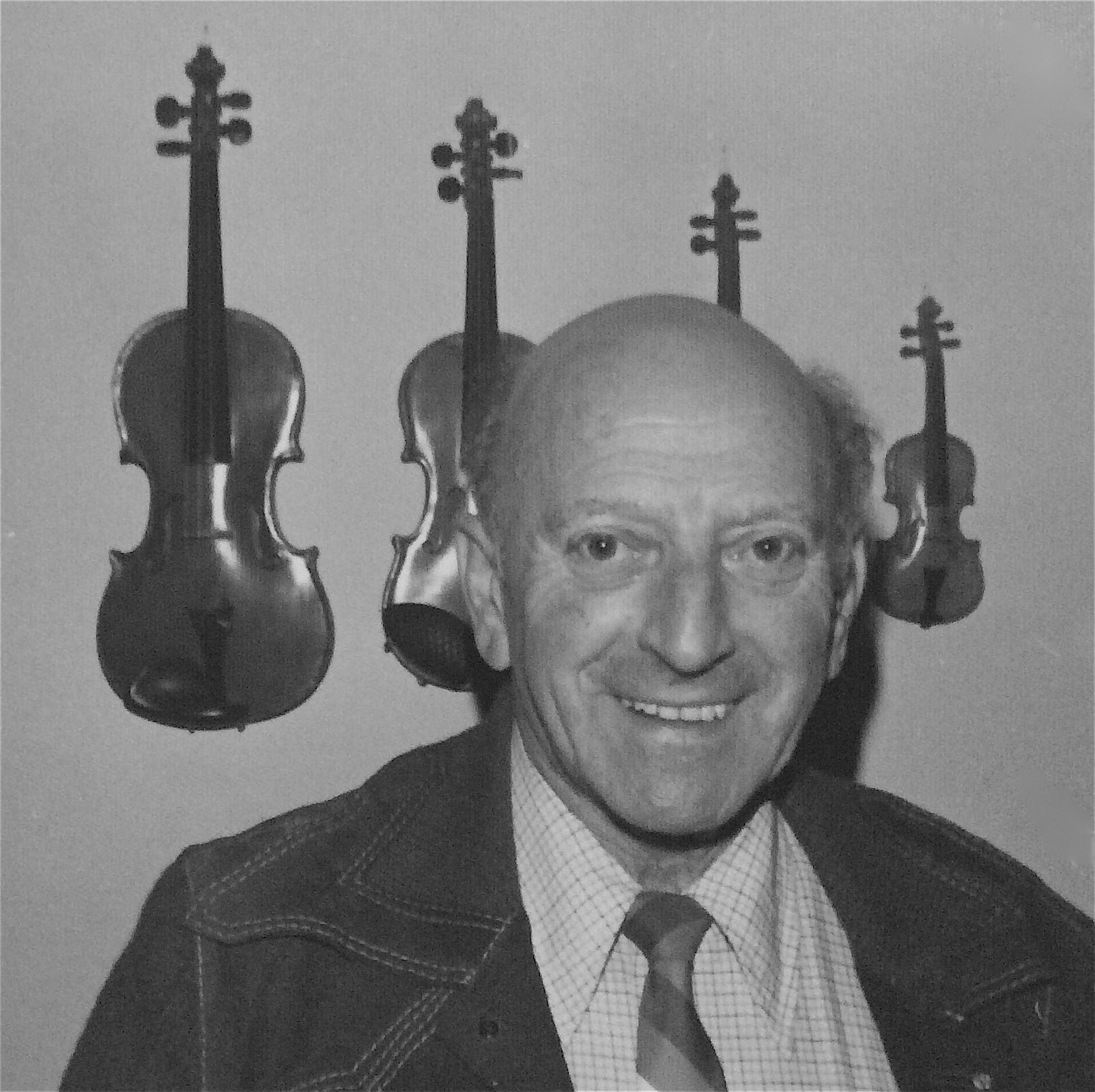
Nap de Klijn, 1976

Nap (Nathan) de Klijn (Amsterdam, 16 augustus 1909 - Laren, 23 augustus 1979) was een Nederlandse violist. Hij was primarius van het Nederlands Strijkkwartet, vormde met zijn vrouw Alice Heksch het Amsterdam Duo en was hoofdvakdocent viool aan het Koninklijk Conservatorium te Den Haag. De Klijn was een internationaal bekend en gewaardeerd violist die als solist en met zijn ensembles regelmatig optrad in binnen- en buitenland.

## Biografie

### Jeugd en opleiding
De Klijn werd geboren op 16 augustus 1909 te Amsterdam. Zijn vader was diamantslijper. Op 11-jarige leeftijd kreeg hij zijn eerste vioollessen van zijn oom Jacob Hamel, dirigent van het AVRO-kinderkoor. Na een jaar kwam hij op les bij Sal Snijder, violist bij het Concertgebouworkest, die hem opleidde voor toelating tot het Amsterdams Conservatorium. Daar zette hij de studie voort bij Felice Togni en Hendrik Reinbergen, resp. aanvoerder tweede violen en tweede concertmeester bij het Concertgebouworkest. De Klijn deed eindexamen in 1932 en behaalde de Prix d’Excellence in 1934.

### 1939 - 1945
Na bij het proefspel uit 56 sollicitanten gekozen te zijn, kreeg hij een aanstelling bij het VARA-orkest (dirigent: Hugo de Groot) en verhuisde met zijn moeder en jonger broertje naar Hilversum. Zijn vader was in 1928 overleden, zijn oudere zuster was getrouwd. Hij werd tevens leider van De Notenkrakers en begon in 1934 met kwartetspelen in het Walesonkwartet. Als solist trad hij op met de dirigenten Willem van Otterloo, Bernard Haitink, Eduard van Beinum, Carl Schuricht, Charles Groves, Erich Leinsdorff, Bernard Paumgartner, Alfred Wallenstein, Anton Kersjes, Rafael Kubelík, Wolfgang Sawallisch, Jean Fournet, Kenneth Montgomery en Qui van Woerdekom.
Met Cor de Groot en Joop Cantor vormde hij tientallen jaren het Pro Arte Trio. Met pianiste Alice Heksch, met wie hij in 1936 trouwde, vormde hij het Amsterdam Duo. Het paar vestigde zich in Laren N.H. en verdiende de kost met concerten en lessen geven. Uit het huwelijk werden drie kinderen geboren.
Omdat De Klijn en Heksch beiden Joods waren doken zij in de Tweede Wereldoorlog onder, op niet minder dan zestien adressen. De Klijns zuster en zwager, zijn jongere broertje en schoonouders werden door de Duitsers opgepakt en vermoord.

### 1945 - 1979
Na de oorlog bouwden zij een succesvolle carrière op met het Amsterdam Duo. Bij pianobouwer Neupert in Neurenberg lieten zij een Mozartvleugel nabouwen. Zij waren daarmee hun tijd ver vooruit. Ze kochten een auto waar de Mozartvleugel in paste en maakten concerttournees door heel Europa. Met de Mozartvleugel maakten ze verschillende grammofoonopnamen van Mozart- en Beethovensonates. Daarnaast speelden ze twee grammofoonplaten vol met Encores onder de naam Romano Rubato & Bianca Ritorno. Op het hoogtepunt van hun roem kreeg het Amsterdam Duo een uitnodiging voor een tournee van 25 concerten in Amerika en Canada. Door ziekte van Heksch kon dit niet doorgaan. Zij overleed in 1957. Het Amsterdam Duo zette hij vanaf 1965 voort met Rudolf Jansen. Concerten en radio-opnamen volgden, alsook grammofoonopnamen voor het label Iramac. Componisten als Lex van Delden, Ikira Ifukube en Jan Felderhof schreven werk voor het Amsterdam Duo.
In 1950 had De Klijn het Nieuw Hollands Strijkkwartet opgericht. Vanaf 1952 kreeg het zijn definitieve naam: Nederlands Strijkkwartet. Het bestond uit Nap de Klijn, Jaap Schröder, Paul Godwin en Carel van Leeuwen Boomkamp. Het Nederlands Strijkkwartet nam de Amerika-tournee van het Amsterdam Duo over en zou daarna nog acht keer teruggevraagd worden. Zij traden op in Carnegie Hall, namen tweemaal deel aan het Aspen Festival en ontvingen in 1965 de Elizabeth Sprague Coolidge Medal voor het beste Europees strijkkwartet. Naast vele concerten in binnen- en buitenland maakte het kwartet talloze radio-opnamen en een aantal grammofoonopnamen bij Philips. Vanaf 1971 ging het Nederlands Strijkkwartet verder met Gerard Hettema, Gerrit Oldeman en Michel Roche. Hun laatste grote tournee was een zevenweekse concertreis door Zuid-Amerika in 1976.
Naast het serieuze repertoire schuwde De Klijn ook het lichtere genre niet. Onder pseudoniem van John de Groote leidde hij jarenlang het Ramonakwartet in Café Chantant, een populair radioprogramma van de Tros .

### De Klijn als docent
Nap de Klijn was hoofdvakdocent viool aan het Koninklijk Conservatorium te Den Haag van 1950 tot aan zijn pensioen in 1974. Tijdens de onderduikjaren had hij  zijn Technische Studies geschreven, oefeningen voor de linker- en de rechterhand. De linkerhandoefeningen waren gebaseerd op de inzichten van Niccolò Paganini en op De Klijns ervaringen met de exermano. Dit was een ingenieus apparaat, ontworpen door de cellist Guillaume Hesse, waarmee men de vingers kon trainen, geschikt voor pianisten, strijkers en diverse andere instrumentalisten. Tijdens de onderduik hield De Klijn er zijn violistische conditie mee op peil.
Qui van Woerdekom, een van De Klijns leerlingen aan het Koninklijk Conservatorium, gebruikte de inzichten van Nap de Klijn in zijn eigen lespraktijk aan de School van Jong Talent van het Koninklijk Conservatorium.
Ook als docent vioolmethodiek aan de Conservatoria van Den Haag, Rotterdam en Utrecht heeft Van Woerdekom hele generaties viooldocenten deze inzichten meegegeven.
De Technische Studies  zijn nooit in druk verschenen, maar via de DVD-serie Vioolmethodiek Qui van Woerdekom, die ook internationaal bekend werd, worden De Klijns oefeningen nog altijd door vele violisten toegepast en doorgegeven.
In 1970 introduceerde Nap de Klijn het Suzuki-systeem in Nederland en richtte de Suzukischool op, een muziekschool voor vioolonderwijs aan zeer jonge kinderen.

### Persoonlijk
In 1960 hertrouwde De Klijn met Liesbeth Mulder. Uit dit huwelijk werden drie kinderen geboren. Na zijn scheiding in 1972 huwde hij met Aagje Kramer. Samen met haar kreeg hij een zoon. Nap de Klijn werd in 1968 onderscheiden als ridder in de orde van Oranje-Nassau en in 1975 bevorderd tot officier in deze orde. Op 23 augustus 1979, een week na zijn 70e verjaardag, overleed hij onverwacht aan een hartaanval tijdens een studio-opname met Rudolf Jansen.

## Discografie
Philips:
- Mozart: Symfonia concertante KV 364 (met Paul Godwin) plus   Adagio KV 261, Rondo KV 269 en Rondo KV 373 (met de Wiener Symphoniker o.l.v. Bernhard Paumgartner)
- Mozart: Fluitkwartetten KV 285, 285a, 285b en 298 (met Hubert Barwahser)
- Mozart: Hobokwartet KV 370 (met Jaap Stotijn)
- Haydn: Strijkkwartetten op. 33 no. 2 en op. 76 no.5
- Mozart: Strijkkwartetten KV 458 en 465
- Mozart: Strijkkwartetten KV 499 en 589
- Dvorak: Strijkkwartetten op. 51 en 96
- Beethoven: Sonates no. 5 en 6 (met Alice Heksch)
- Mozart: Sonate KV 301, 304, 306, 378 en 379 (met Alice Heksch)
- Romano Rubato plays (met Bianco Ritorno)
- Favourite violin-soli (Romano Rubato en Bianca Ritorno)
- Schubert: Forellenkwintet (met Alice Heksch, later nogmaals met George van Renesse)
- Smetana: Strijkkwartet no. 1
- Flothuis: Stijkkwartet op. 44
- Landré: Strijkkwartet no. 2
- Karg-Elert: Symfony Canzona op. 85

Emi:
- Romano Rubato speelt (met Rudolf Jansen)

Iramac:
- Sonates van Vivaldi, Veracini, Locatelli, Corelli
- Sonates van Händel, Vitali, Sénaillé, Tartini

Donemus:
- Pijper: Sonate no 1 (met Hans Henkemans)

Delta:
- Het Ramona Kwartet met diverse kleine stukken

Roset:
- Café Chantant met diverse kleine stukken door het Ramona Kwartet

Encore:
- Recital met Brahms, Kreisler, Bloch, Von Gluck, Von Paradis, Van Goens (verschillende begeleiders)

Heruitgaves op cd
Globe:
- Mozart: Sonates KV 301, 304, 306, 378 en 379 (met Alice Heksch)
- Mozart: Strijkkwartet KV 499 en 589 en Hobokwartet KV 370 (met Jaap Stotijn)
- Dvorak: Strijkkwartetten op.51 en op. 96

Marcato Keyboard:
- Oscar van Hemel: Strijkkwartet no. 4 (1953) en Klarinetkwintet (1958)

- Bibliothèque nationale de France: cb14039848q (data)
- International Standard Name Identifier: 0000 0000 4910 8830
- Library of Congress Control Number: nr91041495
- Nationale Bibliotheek van Israël: 987007295953405171
- Nederlandse Thesaurus van Auteursnamen: 073575941
- Réseau des bibliothèques de Suisse occidentale: 02-A022748180
- Virtual International Authority File: 42041057